# Lijst van burgemeesters van Zevenbergen
Dit is een lijst van burgemeesters van de voormalige Nederlandse gemeente Zevenbergen vanaf 1811. Op 1 januari 1997 fuseerden de vijf gemeenten Fijnaart en Heijningen, Klundert, Standdaarbuiten, Zevenbergen en Willemstad tot de gemeente Zevenbergen die ruim een jaar later hernoemd werd tot de gemeente Moerdijk.
| Ambtsperiode                                                     | Naam burgemeester                                   | Partij of stroming | Bijzonderheden                        |
| ---------------------------------------------------------------- | --------------------------------------------------- | ------------------ | ------------------------------------- |
| 1811 - 1824                                                      | Michiel Smolders                                    |                    |                                       |
| 1824 - 1848                                                      | Jan Damen                                           |                    |                                       |
| 1848 - 1864                                                      | Denis Nelemans                                      |                    |                                       |
| 1865 - 1874                                                      | Cornelis van Meer                                   |                    |                                       |
| 1874 - 1882                                                      | jhr. Constantijn van Citters                        |                    |                                       |
| 1883 - 1887                                                      | Johannes van der Minne                              |                    |                                       |
| 1887 - 1894                                                      | Frederik Wilhelm baron van der Borch van Rouwenoort |                    |                                       |
| 1895 - 1901                                                      | Gerrit Hendrik Verboon                              |                    |                                       |
| 1901 - 1909                                                      | Julius Antonius Maria Pillot (1869-1943)            |                    | eerder van burgemeester van Halsteren |
| 1909 - 1920                                                      | Johan Willem Alexander Gommers                      |                    |                                       |
| 1920 - 1925                                                      | Karel Eduard Maria Vogel                            |                    |                                       |
| 1925 - 1942                                                      | Jacobus Joseph van Aken                             |                    |                                       |
| 1942 - 1944                                                      | Theodoor Francois van Eijndhoven                    |                    |                                       |
| 1944 - 1946                                                      | Dionisius Hendrikus Matheus Wilhelmina van Opstal   |                    | waarnemend                            |
| 1946 - 1970                                                      | Henk (Hendrikus Egbertus Maria) Schaminée           |                    |                                       |
| 1971 - 1981                                                      | Frans Reijnders                                     | KVP                |                                       |
| 1981 - 1997                                                      | Fons (Alphons Johannes Dimphna) Seelen              | CDA                |                                       |
| Fusiegemeente Zevenbergen vanaf 1 april 1998 'gemeente Moerdijk' |                                                     |                    |                                       |
| 1997 - (2008)                                                    | Henk (H.W.) den Duijn                               | VVD                |                                       |
| vervolg zie: Lijst van burgemeesters van Moerdijk                |                                                     |                    |                                       |